# Улица Уральских Рабочих

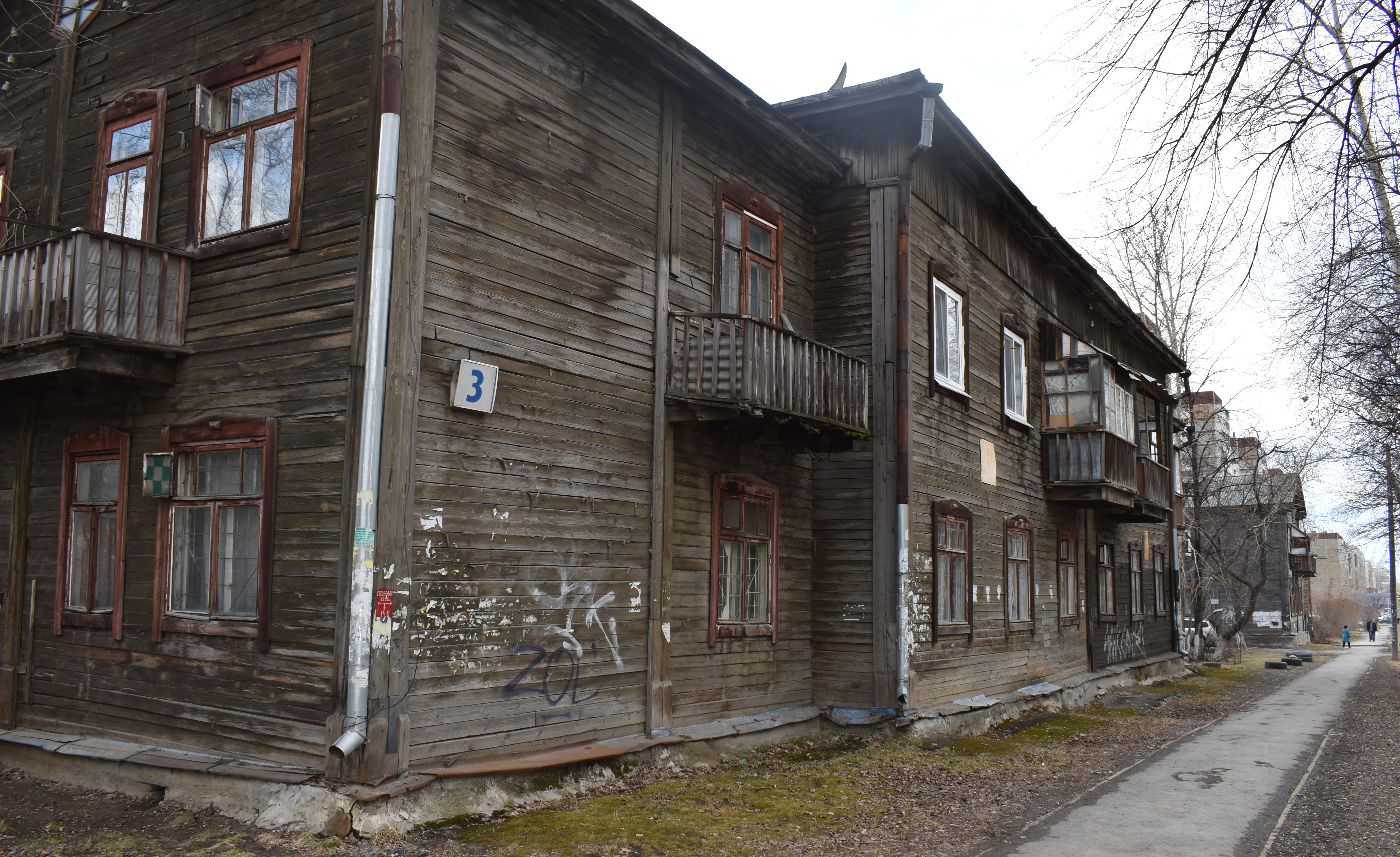
Деревянный двухэтажный дом № 3 (снесён в 2020 году)

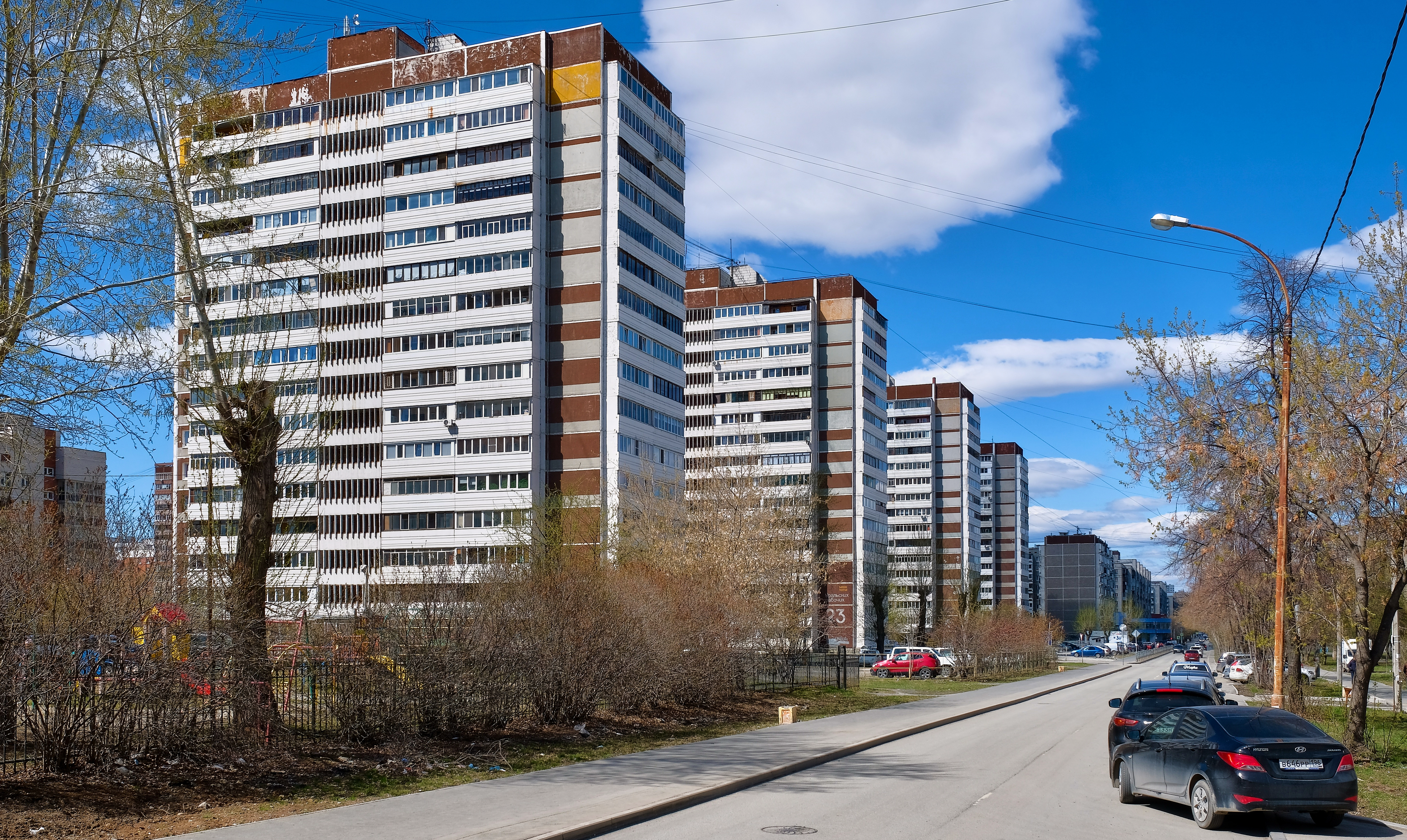
16-этажные дома, построенные МЖК

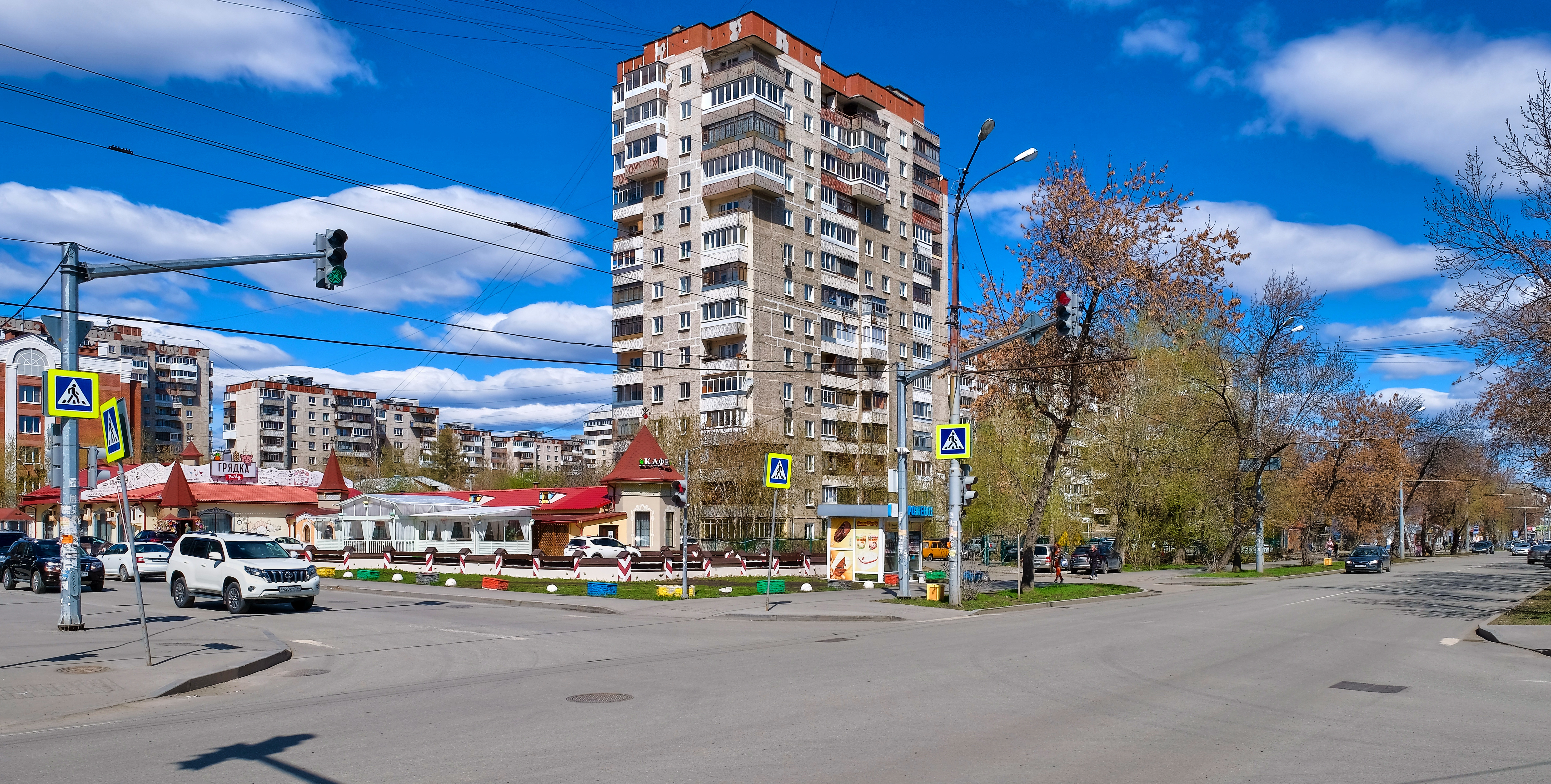
Перекрёсток с улицей Ильича

Улица Уральских Рабочих — улица в жилом районе (микрорайоне) «Уралмаш» Орджоникидзевского административного района Екатеринбурга.

## Расположение и благоустройство
Улица Уральских Рабочих проходит с юго-востока на северо-запад между улицами Калинина и Победы. Начинается от перекрёстка с улицей Кузнецова и заканчивается у перекрёстка с Республиканской улицей. Пересекается с улицами Авангардной, Ильича, Стахановской, Индустрии, 40-летия Октября, Ломоносова, Бакинских Комиссаров, Народного Фронта, Молодёжи.
Протяжённость улицы составляет около 3000 метров.

## История
Возникновение улицы связано с формированием и развитием соцгородка «Уралмашзавода» в 1930-х годах.
В восточной части территории, согласно проекту будущего жилого фонда завода, в 1928 году в лесу прорублена и очищена просека для одной из будущих улиц, которая еще не имела названия. К ней примыкали кварталы, внутри которых и должны были строиться жилые дома. Эта просека находится в самой пониженной части рельефа и более других территорий обводнена грунтовыми поверхностными водами. Поэтому здесь в начале проводились работы по прокапыванию кюветов по обеим сторонам улицы и по этим канавам воды стали быстро уходить в проходящую вблизи реку Калиновку и уже в 1929 г. стало достаточно сухо и возможным начать строительство жилья. В это время интенсивно застраивались более близкие к заводу улицы и до донной просеки еще руки не доходили, но все же был заложен и здесь первый каркасный 2-х этажный восьмиквартирный дом №27 с печным отоплением и с водоканализацией. Надо сказать, что все дома на Уралмашинстрое, независимо от их конструкции, проектировались и строились с водопроводом и канализацией, чего не было еще в домах Свердловска.Из воспоминаний Анфимова В.Н.
В 1930 году строительство жилья на улице ещё не велось, но уже в 1931 году был построен один бревенчатый двухэтажный дом № 21 и один трёхэтажный каркасный дом на 12 квартир № 30 типа ИННОРС по чертежам, присланным из Москвы. Наружные стены дома по своим теплотехническим качествам не соответствовали суровому климату Урала и были холодными, из-за чего потребовалось делать дополнительное отопление. По поставленному трёхэтажному каркасу стены заполнялись из камыша и плитами из ксилолита.
В 1932 году построено ещё 2 таких дома (№ 26, 28). В доме № 26 на первой лестничной клетке второго этажа жил Николай Кузнецов, работавший в конструкторском отделе «Уралмашзавода» и затем ставший легендарным разведчиком и Героем Советского Союза.
В 1933 году улица получила название «Уральских рабочих». Улицу Уральских Рабочих пересекала улица Уральского пролетариата, которую в начале 1930-х годов было решено переименовать в Авангардную для того, чтобы не возникло путаницы с названиями.
С 1935 года застройка домов на улице велась более оживлённо. Во второй половине 1940-х годов военнопленные немцы построили несколько домов со всеми удобствами на улицах Уральских Рабочих, Сталина, Калинина, Индустрии. Почти все они сохранились до начала XXI века.
Во второй половине 1950-х развернулось «самостроевское движение». Уралмашевцы собственными силами возводили для себя благоустроенное жильё, в том числе и на улице Уральских Рабочих. Завод помогал материалами, временно освобождал строителей от работы на основном производстве
В 1970-е годы начался снос старых каркасных домов, построенных в 1930-е годы, после чего началась реконструкция застройки этой улицы. По утверждению главного архитектора проекта Л. Э. Вишевой, на этой территории должен был быть создан «магистральный» район Уралмаша. Улица Уральских Рабочих планировалась как пешеходный бульвар, освобождённый от транспортных коммуникаций. На нём планировалось разместить торговые предприятия, пункты сферы обслуживания".
В 1980-е — начале 1990-х годов в рамках движения МЖК в начальной части улицы Уральских Рабочих были построены 16-этажные дома (один дом на пересечении с улицей Красных Борцов — № 21 и три дома на Уральских Рабочих — № 25, 23 и 21).
Три деревянных дома 1930-х годов постройки, расположенные в начале улицы (№ 1, 3, 5), были снесены в 2020 году.

### Ближайшие станции метро
В 220 метрах к юго-востоку от начала улицы находится вход на  Уралмаш 1-й линии Екатеринбургского метрополитена